# José Pagés

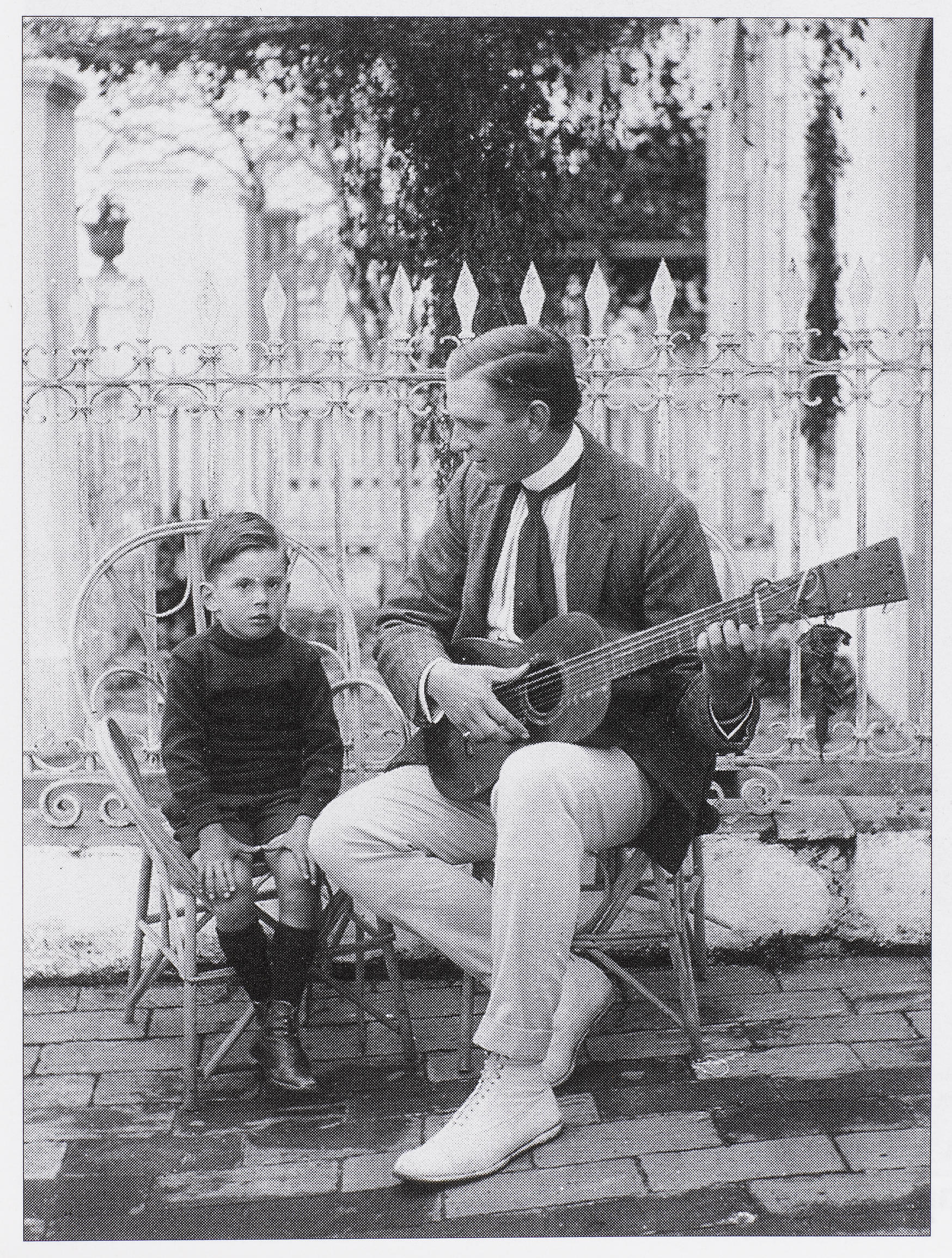
Andrew Galliano, amb una guitarra de José Pagés.

José Pagés Écija?, província de Sevilla ~1740 -després del 1822) fou un guitarrer espanyol de renom de l'escola de Cadis. José Pagés probablement va néixer a Écija al voltant del 1740. El seu germà Juan Pagés també fou un constructor de guitarra destacat. Es creu que José va ser el primer dels germans en anar a Cadis cap a l'any 1760. Va establir el seu taller a Calle de la Amargura el 1809. Fou un membre avançat de l'escola de Cadis, i va seguir molt de prop totes les innovacions que Francisco Sanguino havia introduït, però amb el desenvolupament addicional de la tècnica del repujat de la caixa harmònica amb els puntals, que constructors més tardans com Jose Recio, Antonio de Torres i Francisco Gonzales també van adoptar. Pagés començà amb sistemes de tres tirants, com les guitarres primerenques de Sanguino i Benedid; els seus instruments més tardans n'empraven cinc.
El compositor català i gran guitarrista Ferran Sor va apreciar molt les guitarres de Pagés, declarant "Les guitarres a les quals dono sempre preferència són les d'Alonso de Madrid, Pagés i Benediz de Cadis, Joseph i Manuel Martinez de Màlaga..." El compositor Dionisio Aguado també esmenta els germans Pagés com a constructors recomanats. Les guitarres que encara existeixen de José Pagés que es conegui estan datades entre el 1790 i 1822.

## Guitarres
Això és una llista incompleta de les guitarres que José Pagés va fer:
- 1791 - Un instrument de sis ordres Juan Pagés al Granary-Guitars museum, Regne Unit.
- 1805 - A la col·lecció de l'Acadèmia Reial de Música, London.
- 1809 - (cap. 70) Guitarra pinçada, amb l'etiqueta "Josef Pages me hizo en Cadiz Ano de 1809 Calle de la Amargura N. 70". Venuda el 15 de desembre de 2009 per 8.160 lliures a Bonhams,[3]
- 1810 - (cap.30) A la col·lecció privada de Timothy Lawrence Williams (MA).
- 1811 - A la col·lecció de Ringve Museum, Trondhjem, Noruega. (Imatges Arxivat 2016-03-03 a Wayback Machine., plànol de construcció / dibuix tècnic)
- 1813 - A la col·lecció d'instruments de l'Edinurgh University, núm. 282, de sis ordres, 12 cordes.
- 1818 - Esmentada en Romanillos, J.L., Besuc, J. Antonio de Torres: Guitar Maker, His Life and Work (Bold Strummer, 1997), pàg. 94.
- 1822 - (cap.177) guitarra espanyola de sis ordres, amb l'etiqueta "JOsef Pages me hizo en Cadiz ano de 1822", i una altra inscripció "Calle del Sacramento n. 70".[4]